# Pedro Botelho
Pedro Roberto Silva Botelho (ur. 14 grudnia 1989 w Salvadorze) – brazylijski piłkarz występujący na pozycji obrońcy w brazylijskim klubie Rio Branco. Wychowanek Figueirense, w trakcie swojej kariery grał także w takich zespołach jak Arsenal, Salamanca, Celta Vigo, Cartagena, Rayo Vallecano, Levante, Athletico Paranaense, Atlético Mineiro, Estoril Praia, Boavista, CRB, Vitória oraz São Bento.